# 山本行文
山本 行文（やまもと ゆきふみ、1954年 - ）は、日本の車いすアスリートの先駆者。熊本県出身。現日本パラ陸上競技連盟監事。車いすマラソンの選手として、1984年ニューヨーク・ストークマンデビルパラリンピック（1984年ロサンゼルスオリンピック時）以降3回のパラリンピックに出場。1983年～1992年シーズンの車いすマラソン日本記録保持者。1998年の長野パラリンピック開会式では聖火リレーにおける競技場内の最終ランナーを務めた。

## 人物
自衛隊員だった21歳の時、採石場での作業中の土砂崩落事故により第一腰椎を圧迫骨折。車いす生活となった。1981年の「第1回大分国際車いすマラソン大会」を見て、すぐに練習を開始した。
当時はまだ車いすマラソンの練習方法というものは確立されておらず、走れるコースも整備されていなかったため、短い距離で効果的に走力を付けるため、毎日、古タイヤを引っぱって走り、臨んだ1982年の「第2回大分国際車いすマラソン大会」において、総合9位、国内2位となった。
1位を目指して練習量を増やすため、屋内でも練習できるよう、車いす用のルームランナーを考案。2時間連続で走り続ける体力を付けた。1983年の第3回大会から1989年の9回大会まで、大分国際車いすマラソン大会において、国内7連覇を達成したが、過度の練習が原因で胸骨関節を損傷し、92年を最後に第1線の競技から退いた。
競技生活から引退した現在は、ソーシャルワーカーとしての仕事のかたわら、若手選手のコーチやアドバイス、全国各地での講演活動、スポーツを通じた社会福祉に関する啓発などを行っている。

## 持っている記録
- 日本人車いすランナーとして初めてマラソンの世界記録と日本記録を抜く

1984年11月11日、大分国際車いすマラソンにおいて、2時間00分47秒を記録。このとき同時に、日本人として初めてマラソン男子の世界最高記録と日本最高記録を抜いた。その当時の世界最高記録は、スティーブ・ジョーンズ（英国）が、1984年10月にシカゴマラソンで出した2時間8分5秒。日本最高記録は、瀬古利彦が1983年2月に、東京国際で出した2時間08分38秒であった。
- 日本人車いすランナーとして初めて2時間の壁を破る

1986年11月2日、大分国際車いすマラソンにおいて、1時間50分05秒を記録。日本人として初めて2時間の壁を破った。

## 主なレース成績
- 1982年 第2回大分国際車いすマラソン（ハーフ） 総合9位/国内2位
- 1983年 第3回大分国際車いすマラソン 総合8位/国内1位
- 1984年 1984年ニューヨーク・ストークマンデビルパラリンピック　車いすマラソン　7位（クラス5）
  - 第4回大分国際車いすマラソン 総合5位/国内1位
- 1985年 第5回大分国際車いすマラソン 総合4位/国内1位
- 1986年 第6回大分国際車いすマラソン 総合4位/国内1位
- 1987年 第7回大分国際車いすマラソン 総合6位/国内1位
- 1988年 ソウルパラリンピック　車いすマラソン　4位入賞（クラス4)
  - 第8回大分国際車いすマラソン 総合7位/国内1位
  - 第1回全国車いすマラソン　優勝
- 1989年 第9回大分国際車いすマラソン 総合5位/国内1位
- 1990年 第10回大分国際車いすマラソン 総合16位/国内5位
- 1991年 第11回大分国際車いすマラソン 総合17位/国内3位
- 1992年 バルセロナパラリンピック 車いすマラソン　30位　（TW3-4）
  - 第12回大分国際車いすマラソン 総合5位/国内1位
  - 第3回はまなす全国車いすマラソン　優勝